# The Scarecrow (песня Pink Floyd)
The Scarecrow — композиция британской группы Pink Floyd, написанная вокалистом и гитаристом группы Сидом Барреттом. Впервые выпущена на стороне «Б» второго сингла группы See Emily Play (издан 16 июня 1967 года), затем включена в дебютный альбом группы The Piper at the Gates of Dawn (издан 5 августа 1967 года) в качестве предпоследнего трека.
Текст песни имеет экзистенциальный характер: в ней Сид Барретт уподобляет своё собственное бытие существованию пугала, стоящего в поле и безразличного к своей судьбе.
Существуют два видео с исполнением этой песни. Первое снято в июле 1967 года и представляет группу с Сидом Барреттом, а второе — в 1968 году, с Дэвидом Гилмором, заменившем Барретта.

## Музыканты
- Сид Барретт — электрогитара, 6 и 12-струнные акустический гитары, ведущий вокал
- Ричард Райт — электрорган Фарфиса[англ.], флейта,[2] виолончель, бэк-вокал
- Роджер Уотерс — бас-гитара, смычковый бас
- Ник Мейсон — тэмпл-блоки, металлические банки